# ME Anyag- és Vegyészmérnöki Kar

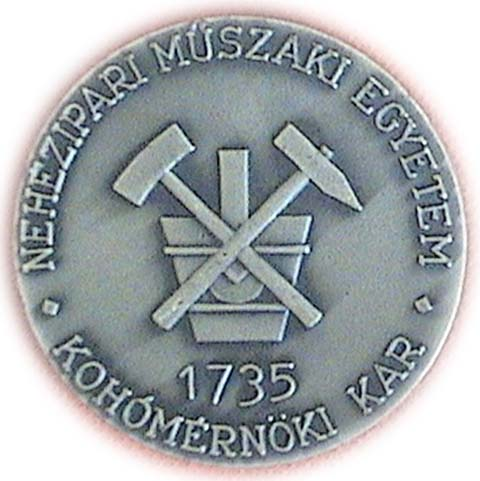
A Kar hagyományos címere egy tanulmányi emlékérmen

A Miskolci Egyetem Anyag- és Vegyészmérnöki Kara egyike a három legrégebbi képzésnek Miskolcon. Elődjét, a selmecbányai Bergschule (bányászati-kohászati tanintézet) keretén belül alapították 1735-ben.

## Története
Az Anyag- és Vegyészmérnöki Kar története az egyetem ősének selmecbányai megalapításáig, 1735-ig nyúlik vissza. Selmecbányán 1735-ben a bécsi udvari kamara azzal a céllal létesített bányászati-kohászati iskolát (Bergschule), hogy a kincstár bevételében jelentős szerepet játszó magyarországi nemesfém- és réztermelés fellendítéséhez szakembereket képezzen ki. A világon elsőként itt alakult meg felsőfokú bányászati-kohászati szakember képzés. Világhírnevét a Nikolaus Joseph von Jacquin, Giovanni Antonio Scopoli és Ruprecht Antal professzorok által bevezetett kiscsoportos, a hallgatók öntevékenységén alapuló kohászati-kémiai laboratóriumi oktatási módszer teremtette meg, amely gyökeres változást hozott a természettudományok oktatásában. 1770-ben az intézményt három évfolyamossá szervezik át. A metallurgia és a kémia professzora Scopoli, később a bányászaté Christoph Traugott Delius. Az itt tanuló praktikánsoknak negyedévente kellett vizsgázniuk. A professzoroknak előírás volt a tankönyvek megírása is. Delius utóda 1772-ben Johann Thaddäus Peithner lett. Amikor Fourcroy, korának híres kémikusa előterjesztést tett 1794-ben a francia nemzetgyűlésnek egy „műszaki egyetem” (a későbbi École Plytechnique) létrehozására, akkor a selmeci Akadémia gyakorlati oktatási módszerét javasolta mintának.
Az intézmény neve 1762-ben k. k. Bergakademie-re változott, összefüggésben a képzés magasabb szintjével. 1839-ben létrejött az ábrázoló geometria és építészet, 1840-ben az ásványtan-földtan-őslénytan tanszék. 1846-ban az Akadémia tanszékévé vált az 1808-ban létesített erdészeti tanintézet. A hat tanszéket magába foglaló intézmény neve: k. k. Berg- und Forstakademie (Bányászati és Erdészeti Akadémia). A képzés ideje négy év, és bányászati (kohászati) vagy erdészeti képesítést adott.
1848-ban a magyar hallgatók többsége a forradalom és szabadságharc mellé állt, az akadémiát a magyar kormány alá rendelték. A magyar nyelvű oktatás tervezett bevezetése miatt az ausztriai és cseh-morvaországi hallgatók többsége elhagyta Selmecet. Részükre jött létre a csehországi Pribramban és az ausztriai Leobenben hasonló iskola.
Az 1867-es osztrák-magyar kiegyezést követően az akadémia magyar állami intézmény lett (M. kir. Bányászati és Erdészeti Akadémia). Bevezették az államvizsgákat (addig a végzettek abszolutóriummal távoztak az Akadémiáról). Az okleveleken a végzettség megjelölései: okl. bányász, okl. fémkohász, okl. vaskohász, gépész-építész mérnök, 1895-től okl. bányamérnök, okl. fémkohórnérnök, okl. vaskohómérnök.
Az újabb átszervezés nyomán az intézmény neve 1904-ben M. kir. Bányászati és Erdészeti Főiskolára változott, egyúttal négy szak jött létre: bányamérnöki, vaskohómérnöki, fémkohómérnöki és erdőmérnöki. A főiskola élén a főiskolai tanács által választott rektor állt. A tanulmányi idő négy évre, a tanszékek száma immár húszra emelkedett. 1913-ban 580 hallgató tanult a főiskolán.
Az első világháború az akadémia felívelő pályáját megtörte, a hallgatói létszám száz alá esett, az oktatók jelentős része is behívót kapott. A háború után – mivel Selmecbánya a megalakuló Csehszlovákiához került – a főiskolát Sopronba telepítették át. 1934-től az intézmény a József Nádor Műszaki és Gazdaságtudományi Egyetem Bánya-, Kohó- és Erdőmérnöki Karaként működött – természetesen továbbra is Sopronban. A tanulmányi idő kilenc szemeszter volt, a vas- és fémkohómérnöki képzést összevonták.
1949-ben törvényi kezdeményezésre megalakult Miskolcon a Nehézipari Műszaki Egyetem. Magja a soproni bánya- és kohómérnöki kar, mellette gépészmérnöki kart is alapítottak. A bánya- és kohómérnöki karon az első évfolyam már Miskolcon indult, de a felsőbb évfolyamok még Sopronban fejezték be az egyetemet. Az oktatás a nappali képzés mellett levelező és esti tagozatokon is beindult. A kohász tanszékek 1952-re költöztek át teljes egészében Miskolcra. A képzés vas- és fémkohász, valamint kohásztechnológus szakon folyt. Előbbi a metallurgiai jellegű, utóbbi a képlékeny alakító üzemek mérnökigényét elégítette ki.
Az 1960-as évek elejétől átalakult a képzés struktúrája és tartalma, a metallurgus szakon létrejött az öntő ágazat. A képzés korszerűsítése jegyében 1972-ben a fémalakító szakon belül megalakult a fémtani ágazat.

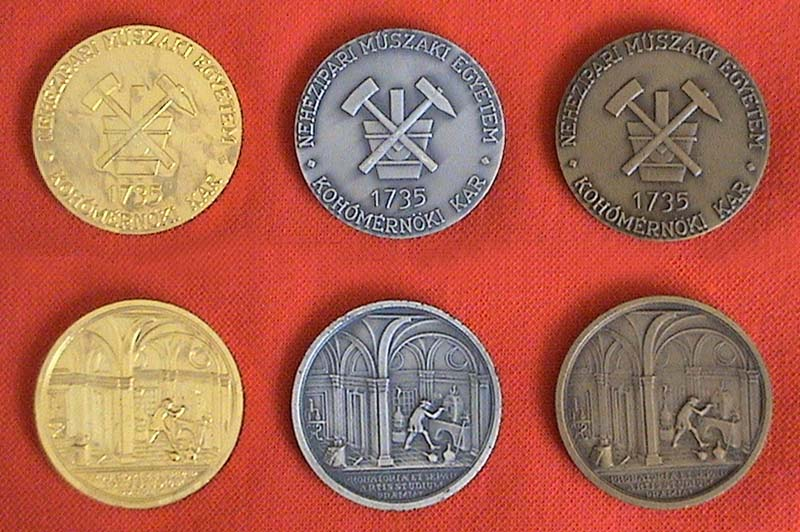
Arany, ezüst és bronz tanulmányi emlékérmek elő- és hátlapja

A Kar az 1960-as évek végétől tanulmányi emlékéremmel ismeri el a kimagasló tanulmány eredményt elérő hallgatókat. Az érmeket hagyományosan a március 15-i kari ünnepség keretében adják át.
Az 1987-ben bevezetésre került „modultanterv” eltörölte az ágazatokat, maradt a két metallurgus és a fémalakító szak. Ezeken belül azonban szélesebb körben lehetett ágazódni és képzést szerezni. Az 1992-ben létrejött tanterv bevezette a szakirányokat, melyek megnevezése az oklevélben is szerepelt, ezek: fémmetallurgiai, öntő, szerkezeti anyagok, energiagazdálkodás, vasmetallurgiai, alakítástechnológiai, automatizálási, környezetvédelmi és minőségbiztosítási. 1989-ben, hosszas előkészítő munka után elindult az ELTE-vel közösen végzett mérnökfizikus képzés.
A karon kiadott oklevelek megnevezése ekkor a következő volt:
- okleveles kohómérnök,
- okleveles anyagmérnök,
- okleveles mérnökfizikus.

Az anyagmérnök képzés felfutása és az új társadalmi-szakmai kihívások miatt elengedhetetlenné vált az oktatási struktúra átalakítása és újabb szakok, szakirányok indítása. A célok megvalósítása érdekében a kar első lépésként megváltoztatta nevét: előbb Anyag- és Kohómérnöki Kar, majd a Műszaki Anyagtudományi Kar lett. 2022-ben a kar felvette az Anyag- és Vegyészmérnöki Kar nevet.

## A bolognai rendszerben

### Oktatott szakok
- Anyagmérnöki alapszak (BSc). Az alapszak ismeretanyaga a korábbi képzési rendszer anyag-, illetve kohómérnöki szakjain nyújtott képzésnek felel meg. Az anyagmérnökök az anyagok – például fémek, kerámiák, műanyagok – szerkezetének és tulajdonságainak ismerői. Új, korszerű szerkezetű anyagokat, például üvegeket, kötőanyagokat fejlesztenek, terveznek, gyártanak, és kutatják ezek felhasználási lehetőségeit. A hallgatóknak ehhez el kell sajátítaniuk a fémes és nemfémes anyagok kémiai összetételének, szerkezetének és tulajdonságainak meghatározását, összefüggéseit. Elegendő hallgató jelentkezése esetén a következő szakirányok közül lehet választani a képzés 4. félévétől:
  - Anyagvizsgálat, minőség-ellenőrzés specializáció,
  - Járműipari anyagmérnök specializáció,
  - Járműipari fémtechnológia specializáció,
  - Járműipari öntészet specializáció,
  - Energia- és hulladékhasznosítás specializáció,
  - Kerámia- és szilikáttechnológiai specializáció,
  - Polimertechnológiai specializáció,
  - Vegyipari technológiai specializáció.
- Vegyészmérnöki alapszak (BSc): A vegyipar széleskörű összefogásának is köszönhetően, a magas szintű vállalati igényeknek megfelelve 2019 szeptemberétől Miskolcon, a vegyipar szívében elindították a vegyészmérnöki alapszakot. A képzést hagyományos és duális formában is elindították. A vegyészmérnök vegyipari és más kémiai eljárásokat is használó ipari technológiák üzemeltetésével, fejlesztésével, alkalmazásával, új vegyületek laboratóriumi és ipari előállításával, analitikájával, tulajdonságainak felderítésével, mérnöki anyagtudományi problémák feltárásával és megoldásával foglalkozó szakember. Globális és helyi, iparágakon is átívelő környezetvédelmi problémák megoldása is a mindennapi feladatai közé tartozik.
- Anyagmérnöki mesterszak (MSc). Olyan mérnökök képzése a cél, akik az anyagok (például fémek és ötvözeteik, kerámiák és szilikátok, polimerek és műanyagok) szerkezetével, tulajdonságaival, viselkedésével foglalkozó alaptudományokban szerzett ismereteik birtokában képesek a technológiák tervezésére, működtetésére, kutatási-fejlesztési feladatok ellátására. Választható szakirányok:
  - Szilikátmérnöki specializáció,
  - Polimermérnöki specializáció,
  - Vegyipari technológiai specializáció,
  - Energetika specializáció.
- Vegyészmérnöki mesterszak (MSc): A mesterképzési szakot a kar a 2021/22-es tanévre hirdette meg először.
- Kohómérnöki mesterszak (MSc). A képzést elvégző mérnökök képesek a földkéregből bányászott ércek és fémtartalmú hulladékok felhasználásával fémeket, ötvözeteket készíteni. Emellett kidolgozzák, korszerűsítik a fémes anyagokból termékeket előállító formaöntészeti és hőkezelési eljárásokat, berendezéseket terveznek, működtetnek, kohómérnöki célú kutatási-fejlesztési feladatokat látnak el. Szakirányok:
  - Hőkezelési és képlékenyalakítási specializáció,
  - Kémiai fémtechnológiai specializáció,
  - Öntészeti specializáció,
  - Energetikai specializáció.
- PhD képzés. A képzés a Kerpely Antal Anyagtudományok és Technológiák Doktori Iskola keretén belül történik a következő témacsoportokban:
  - Öntészet
  - Határfelületi- és nanotechnológiák
  - Fémek képlékenyalakítása
  - Fémtan, hőkezelés
  - Anyaginformatika
  - Űranyagtudomány és technológia
  - Nagyhőmérsékletű berendezések és hőenergiagazdálkodás
  - Kerámiák és technológiák
  - Polmertechnológia
  - Kémiai folyamatok és technológiák